# پنتان (آلاباما)
پنتان (به انگلیسی: Penton) شهرکی در شهرستان چمبرز ایالت آلاباما است که مساحت آن ۲۳٫۷۵ کیلومترمربع است و در سرشماری سال ۲۰۱۰ میلادی، ۲۰۱ نفر جمعیت داشته و تراکم جمعیتی آن، ۸٫۴۶ در کیلومترمربع بوده است.